# Berghaus
Berghaus Limited —це британський бренд одягу та спорядження для активного відпочинку , заснований у Ньюкаслі-апон-Тайн , північно-східна Англія , а зараз штаб-квартира розташована в сусідньому Сандерленді .  Він був заснований у 1966 році скелелазами та альпіністами Пітером Локі та Гордоном Девісоном, спочатку як імпортер та дистриб’ютор товарів для відпочинку на природі.  Магазин під відкритим небом Lockey and Davison у Ньюкаслі-апон-Тайн отримав назву LD Mountain Centre.  У 1972 році вони почали розробляти та виготовляти власну продукцію для продажу у своєму магазині. Вони дали своєму бренду німецьку назву «Berghaus», що перекладається як «гірський будинок».
Berghaus пропонує широкий вибір чоловічого, жіночого та дитячого одяг для активного відпочинку та спорядження, включаючи водонепроникні куртки, флісові куртки, термобілизну та шкарпетки . Вони також виробляють вибір спеціальних аксесуарів і взуття для активного відпочинку.

## Історія
«Все почалося з того, що скелелази та альпіністи Пітер Локі та Гордон Девісон із північного сходу Англії, розчаровані тим, що на їхню думку, бракує хорошого спорядження для активного відпочинку  вирішують імпортувати та продавати своє власне.
Їхній спеціалізований магазин для активного відпочинку в Ньюкасл-апон-Тайн, Англія, отримав назву LD Mountain Center і швидко завоював репутацію продавця найкращих високоефективних товарів для активного відпочинку, таких як Atomic Skis, Marker Bindings і Nordica Ski . " 

### 1970-ті роки
Перші рюкзаки Berghaus були випущені в 1970 році – моделі Berg 172 і Berg 272 мали зовнішню раму та базові одинарні відділення. За цими більш традиційними мішками через два роки, у 1972 році, з’явився рюкзак Cyclops – мабуть, перший у світі рюкзак із внутрішнім каркасом.
У 1977 році Berghaus став одним із піонерів у Європі, які почали використовувати тканину Gore-Tex ®, нову водонепроникну та дихаючу тканину.
Після цього у 1979 році прийшла розробка Yeti Gaiter, характерні гумові стрижні якої спочатку виготовлялися зі старих камер трактора.

### 1980-ті роки
У 1980-х роках була представлена куртка Gemini, яка виробляється по сьогодні; це дозволило прогулянковій куртці мати блискавку на флісі.
Також на початку 1980-х альпініст сер Кріс Бонінгтон «офіційно» носив Berghaus. Приблизно в цей час Алан Хінкс, який згодом став найуспішнішим екстремальним альпіністом Великої Британії, почав працювати з компанією.
У 1986 році була запущена лінійка Extrem range, яка включала куртку Trango . Наступного року була представлена підошва Attak, яка набула популярності по всьому світу. У 1988 році компанія Berghaus була нагороджена нагородою королеви за експорт і нагородою Northern Business Award як експортер року. 

### 1990-ті роки
У 1993 році Pentland Group PLC, де розташовані спортивні бренди Speedo та Ellesse, придбала Berghaus.  На початку 1990-х Berghaus випустив свою першу колекцію взуття. До цієї колекції увійшли трисезонні тканинні трекінгові черевики Storm .
З наближенням нового століття в 1997 році Berghaus представив концепцію Simplex : ідея полягала в тому, що мінімізуючи шари тканини в одязі та позбувшись будь-якого непотрібного стилю, ви отримаєте більш дихаючий і легкий продукт.
У 1999 році був представлений новий легкий і зручний верхній одяг – Gore-Tex PacLite, водонепроникний, вітронепроникний і дихаючий одяг.
Рюкзак Nitro, представлений компанією Berghaus у 1998 році, отримав нагороду Millennium Product Award від Ради дизайну Великобританії.

## 2000-ті роки–тепер

### MtnHaus
У 2011 році компанія Berghaus оголосила про створення команди дизайну та розробки під назвою MtnHaus .
Команда MtnHaus співпрацює зі спортсменами, яких спонсорує Berghaus, такими як Лео Холдінг і Мік Фаулер, щоб виготовити набір для конкретних завдань, що означає подовжені періоди проектування, розробки та тестування. Наразі команда MtnHaus виготовила п’ять продуктів, у тому числі Asgard Smock, який пройшов через 18 прототипів, перш ніж завершити дизайн. У 2013 році команда розробила відзначену нагородою куртку Vapor Storm Jacket .

### Спортсмени, спонсоровані Berghaus
Команда Berghaus зараз складається з понад 21 спортсмена з усього світу,  в тому числі:
- Альпініст Лео Холдінг
- Альпініст Мік Фаулер
- Ручна велоспортсменка Карен Дарк

Berghaus має низку магазинів у Великобританії , включаючи Брістоль, Манчестер, Ковент-Гарден у Лондоні, Далтон-Парк у графстві Дарем, Брідженд і Гретна .

## Зовнішні посилання
- Веб-сайт Berghaus